# 帕特·詹宁斯
柏德力·安東尼·真寧斯，CBE（Patrick Anthony Jennings，1945年6月12日—），北愛爾蘭足球運動員，司職守門員，曾效力英格蘭兩大球會熱刺和阿仙奴。

## 生平
柏·真寧斯於其家鄉球會展開其球員生涯，1963年轉投當時為丙組的屈福特。一季後被屬頂級聯賽的熱刺以27,000英鎊收歸旗下。之後柏·真寧斯一直效力了熱刺長達十三年。他於1967年贏得英格蘭足總盃冠軍，並於1971年贏得英格蘭聯賽盃冠軍。1972年還贏得歐洲足協杯，乃英國第一支球隊獲得此項榮譽。
1977年他轉投與熱刺同市的阿仙奴，其間他協助球會贏得一屆英格蘭足總盃。雖然加盟時已達三十二歲，但柏·真寧斯仍能在阿仙奴效力了八年，一直到1985年以40歲高齡退役。
柏·真寧斯早於1964年已代表北愛爾蘭足球代表隊出賽。他出席1986年世界杯時已41歲。為了保持狀態，他更回到熱刺預備組作半年準備。
退役後擔任守門員教練，自1993年起在熱刺工作。2003年獲選入英格蘭足球名人堂。

## 榮譽
熱刺
- 英格蘭足總盃冠軍：1967年
- 英格蘭聯賽盃冠軍：1971年、1973年
- 歐洲足協盃冠軍：1972年

阿仙奴
- 英格蘭足總盃冠軍：1979年

## 註腳
1. ↑  . The Rec.Sport.Soccer Statistics Foundation.   [2016-05-25]. （原始内容存档于2017-05-10）.